# Villafranca (medioevo)

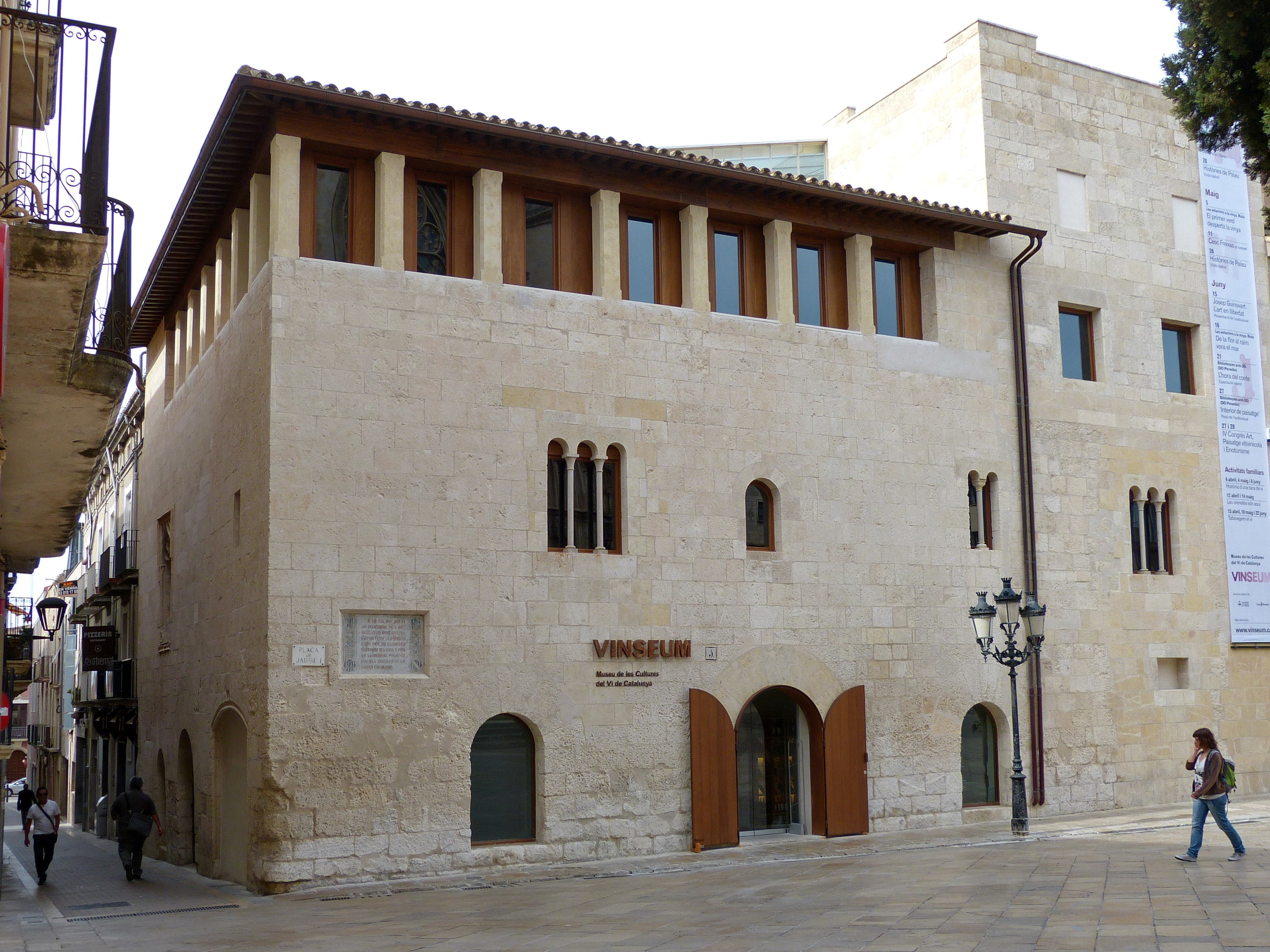
"Ex-Palau Reial" de Vilafranca del Penedès, una típica "Vilafranca".

Por Villafranca o Borgo Franco se entiende la condición jurídica de una comunidad medieval libre de deberes, o con privilegios fiscales, realizando alternativamente servicios militares. Dentro de los países europeos hay varios ejemplos. En Italia: Borgo Agnello (Novara) a principios del siglo XIII, Serravalle Sesia (1255), Paganico (Grosseto, también llamado "Borgo Franco" debido a estas exenciones), Castelfranco Veneto (Treviso) en 1199, Soncino (1118, uno de los más antiguos), Robecco d'Oglio (Cremona) en 1185, Trino (Vercelli) y Villa d'Adda (Bérgamo) en 1193.

## Villafranca vs villanueva
Las villafranca o villanueva fueron nuevos núcleos de población que surgieron durante la Edad Media, especialmente entre los siglos XII y XIV la península ibérica, en Italia, Francia y Alemania. El fenómeno asumió características particulares en el centro-norte de Italia, con múliples "Vilanuova".
Estos nuevos asentamientos no surgieron espontáneamente, sino que siempre fueron consecuencia de la iniciativa de los señores territoriales o, en la mayoría de los casos italianos, de los ciudadanos comunes que procedieron a la fundación de una villafranca o villanueva para extender su control sobre el territorio y aumentar sus ingresos. En la mayoría de los casos, el motivo principal de la nueva fundación era de carácter político, pero también podían intervenir motivos militares o económicos relacionados con el control territorial. Las nuevas fundaciones no siempre tuvieron éxito. Durante la Edad Media hubo casos de quiebra que pueden atribuirse a varias razones, entre ellas: falta de compromiso y planificación por parte de las instituciones; falta de cohesión entre los habitantes de la nueva comunidad. El fundador del nuevo asentamiento animaba, o en ocasiones obligaba, a los campesinos a establecerse en los nuevos asentamientos, otorgándoles una tributación menos pesada o incluso la exención de impuestos por un cierto período de tiempo, de ahí el nombre de villafranca.
Aunque no se pueden producir modelos únicos para estas nuevas fundaciones, los arqueólogos han encontrado algunas características recurrentes en estos nuevos asentamientos. Son asentamientos planificados, a menudo inspirados en la ciudad madre, con planta ortogonal y generalmente defendidos por una muralla; la trama interna, bastante regular, tiene una plaza central, alrededor de la cual se desarrollan los principales edificios (como el ayuntamiento y la iglesia) y viviendas, construidas en hileras y en lotes preestablecidos en el momento del diseño.
Estos pueblos normalmente estaban formados por no más de 200 casas y muchas de ellas desaparecieron con la crisis agraria del siglo XIV.

## Topónimos equivalentes
Topónimos equivalentes de Villafranca en otros idiomas son: vilafranca (catalán), villefranche (francés), villafranca (italiano), vilafranca (portugués), Freistadt, Freiburg/Friburgo, Fristrup, Freyburg (alemán).
Topónimos equivalentes de Villanueva en otros idiomas son: vianova (español), villeneuve (francés), villanuova (italiano), vilanova (portugués), Freistadt, Freiburg/Friburgo, Fristrup, Freyburg (alemán)